# Barbu à calotte bleue
Psilopogon australis
Espèce
Statut de conservation UICN

 LC  : Préoccupation mineure
Le Barbu à calotte bleue (Psilopogon australis) est une espèce d'oiseaux de la famille des Megalaimidae.

## Distribution
Cette espèce est endémique d'Indonésie, elle se rencontre à Java et à Bali.

## Taxinomie
Psilopogon australis duvaucelii a été élevée au rang d'espèce à la suite des travaux de den Tex et Leonard en 2013.
D'après le Congrès ornithologique international, c'est une espèce monotypique.